# Рудницький Степан Львович
Степа́н (Стефан) Льво́вич Рудни́цький (3 грудня 1877, Перемишль, Австро-Угорщина — 3 листопада 1937, урочище Сандармох, Повенецьке міське поселення, Медвеж'єгорський район, Карельська АРСР, РРФСР, СРСР) — український географ, картограф та етнограф, академік ВУАН. Основоположник української фізичної, політичної та військової географії. До 1997 панувала думка про те, що він загинув на Соловках.
Брат відомого письменника Юліана Опільського, шваґро Станіслава Дністрянського.

## Біографія
Виріс у родині вчителя гімназії Льва Рудницького. Жив у Тернополі, де працював батько, там же до 1891 року навчався у державній гімназії. Вищу освіту здобув в університетах Львова (де слухав лекції Михайла Грушевського, був його послідовником, Ізидора Шараневича, Людвіка Фінкеля, Антонія Ремана), підвищував кваліфікацію у Відні та Берліні. З 1899 року працював у львівських гімназіях.
У 1901 здобув ступінь доктора філософії, став членом Наукового товариства імені Шевченка. 1904 — брав участь у польових експедиціях Інституту географії А. Пенка та Геологічного інституту В. Уліга. Цього ж року отримав звання професора. 1908 — професор кафедри географії Львівського університету.
Співзасновник «Спортового товариства „Україна“» у 1911 році. Від 1914 року — член Надзірної ради Національного музею у Львові.
У 1919 польська окупаційна влада звільнила його з університету, після чого він емігрував до Відня. 1920 — професор економічної географії Академії торгівлі у Відні. 1921 — професор географії та декан філософського факультету у Вищому педагогічному інституті ім. Драгоманова в Празі.
У жовтні 1926 емігрує до УРСР, де очолює кафедру топології і картографії Геодезичного інституту в Харкові. У 1927 — організатор і перший директор Українського науково-дослідного інституту географії і картографії, редактор «Вісника природознавства». Здійснив низку експедицій на Дніпро та Донбас. 1929 — керівник кафедри географії ВУАН, комісії краєзнавства, Музею антропології та етнографії імені Ф. Вовка.
У 1933 заарештований органами НКВД СРСР. Звинувачений у належності до контрреволюційної організації, шкідництві та шпигунстві і за постановою судової трійки колегії ДПУ УСРР (23 вересня 1933) засуджений до п'яти років позбавлення волі. Покарання відбував у таборі «Свірлаг» (Вепсляндія), на об'єктах Біломорсько-Балтійського каналу (Республіка Карелія), у Соловецькому таборі особливого призначення (СЛОН ГУЛАГ) на Соловецькому архіпелазі в Білому морі (1934, Архангельська область, РРФСР). В ув'язненні написав дві книги — «Геономія (Астрономічна географія)» (в слідчому ізоляторі Харкова, 1933) і «Ендогенна динаміка земної кори» (у Біломорсько-Балтійському таборі), рукописи яких не збереглися.
9 жовтня 1937 за постановою Особливої трійки УНКВС Ленінградської області засуджений до розстрілу.
3 листопада 1937 розстріляний у числі т. зв. «соловецького етапу». Місце розстрілу — урочище Сандармох, за півтора десятка кілометрів від робітничого селища Медвежа Гора (карельською мовою — Каргумякі, нині Медвеж'єгорськ, Карелія).
На меморіалі споруджено пам'ятник «Убієнним синам України».
Реабілітований 1965 року. У березні 1990 посмертно поновлений у складі АН України.

## Творчий спадок та наукові погляди
Степан Рудницький значною мірою засновник української геоморфології, антропогеографії, фізичної, політичної, соціально-економічної та демографічної географії. Особлива заслуга Рудницького в тому, що він започаткував картографічний напрямок в українській географії. Розробляти географічні карти українською мовою почав у Львові, продовжував на еміграції у Відні, а також у радянській Україні. Завдяки йому Україну чи не вперше було представлено в картографічних працях як цілісну просторову одиницю.
Оригінальну концепцію Рудницький виклав у працях «Україна з політично-географічного становища» (1916), «Україна і великодержави» (1920), «Українська справа зі становища політичної географії» (1923). Ці праці Степана Рудницького, мабуть, найкращі у всій дотеперішній українській політології, мають і досі актуальне значення для справи державних змагань українського народу, формування його національної ідентичності, усвідомлення його ролі та місця в загальноєвропейському процесі демократичного оновлення.
Концепція Рудницького з'явилася у той час, коли виникла нагальна потреба інформувати світ про українські проблеми. В ній досліджуються проблеми України, її національні, політичні, економічні і територіальні інтереси, наводяться докази для інших країн про користь, яку вони могли б мати від допомоги у створенні незалежної української держави. На основі аналізу політико-географічного розвитку та політичного життя Європи і світу Рудницький приходить до висновку, що «тільки національним державам належить будучина. Модерна світова політика повинна підпирати творення винятково національних держав. Цього вчить досвід останніх століть».

Стосовно української перспективи Рудницький відстоював українську національну державність. Це питання він розглядав у європейському контексті: 
Утворення української національної держави в етнографічних границях є одиноким способом, щоб запобігти заколотам і конфліктам у південно-східному куті Європи, так важному для світового господарства й для світової політики. Без національної української держави доживемо в найкоротшому часі до нових тяжких воєнних і революційних катастроф.
Українська національна держава, на думку Рудницького, мала формуватися у контексті геополітичних зв'язків з іншими державами і народами. Серед них найбільше значення відводилося Росії, Польщі і Німеччині. Після Першої світової війни з'явилася низка «окраїнних держав» — в результаті розпаду Австро-Угорської, Османської, Німецької та Російської імперій, і постало питання оборони їхніх національних інтересів. Це стало підставою для створення регіональних дипломатичних і військово-політичних союзів. На той час широко обговорювалося створення «Болто-Чорноморського союзу». Деякі українські діячі того часу, зокрема Рудницький, висловлювалися «за» балтійсько-чорноморську співпрацю.
Рудницький вважав, що відсутність власної держави робить українську націю беззахисною у розв'язанні соціально-економічних, національно-політичних та інтелектуальних проблем. Без держави виникають умови для політичного, економічного та культурного гноблення одних народів іншими. Свідомість підневільної нації уражена комплексом неповноцінності, меншовартості, байдужості, лукавства до всього сущого «на нашій, не своїй землі». За таких умов гідний і чесний представник українського народу не має перспектив для розвитку і повинен зникати, тоді як мерзенний і ганебний без докору і каяття множиться і розширює свій ареал. Річ у тому, що деспотія і демократія існують у різних вимірах, і те, що є сутністю першої, неприйнятне для другої. Вільний народ має свою національну школу, і вона виховує патріотів рідного краю, творить духовну й матеріальну основу їхнього гаразду. У народу-раба є чужа школа, яка не сприяє його духовному розвиткові.
Рудницький підкреслював, що самостійний народ, або нація, є частиною людства, що має лише їй притаманні неповторні «питомі прикмети», які об'єднують «усі індивідуа» в одну своєрідну цілісність:
1. расова належність (антропологічна відмінність),
2. окрема мова (з літературою, наукою тощо),
3. історичні традиції і змагання на культурній, економічній, політичній ниві,
4. своєрідна культура і прагнення до її збагачення,
5. суцільна національна територія як передумова і основа національної держави.

Маючи усі «питомі прикмети» самостійної нації, український народ своєї незалежності не зумів відстояти. Рудницький вважав, що основна причина цього в слабкій загальній освіті української інтелігенції та у відсутності у неї здорової національної свідомості. Будівництво держави спиралося на «всякі сурогати». «Провідники» ніколи не вірили в державну незалежність України, за національний ідеал не боролися, духу нації не розуміли, до інтересів народу були байдужі. Інтелігенція, що формувалася на бездержавних традиціях, нездатна була виконати функції державної самоорганізації. Ці та інші ідеї Рудницького щодо завдань українознавства було покладено в основу сучасної йому концепції. Згідно з цією концепцією, предметом українознавства є генезис, сутність, перспективи розвитку України й українства як природних, історично суб'єктних, всепланетарних феноменів.
Українознавство — шлях до самопізнання й самотворення українства, здійснення ним своєї історичної місії. Українознавство спрямоване на навчання та виховання особистості з високою національною, громадянською самосвідомістю, спроможною бути творцем у полікультурному просторі. Коли нація виборює свободу та право бути вільною серед інших, то ідеї державотворення в усій розмаїтості є конче необхідними для засвоєння кожною свідомою людиною. Важливо підкреслити методологічний внесок Рудницького в розширення спектру українознавства.
Його уявлення щодо функцій географічного знання в системі українознавства мали перспективний та концептуальний характер: роль і функції географії необхідно витлумачувати в річищі культурологічного і народознавчого аспектів; вона є одним з найпошанованіших складників людського знання і культури в цілому, зокрема має слугувати важливим дійовим чинником формування самої духовності українського народу; географія є природничою наукою, але, маючи в собі антропогеографічну гілку досліджень, вона опиняється безпосередньо на межі з гуманітарним знанням широкого змісту. Такий підхід значно розширює систему українознавчих досліджень, поєднує соціогуманітарну і природничу методологію. Славнозвісний німецький географ Альбрехт Пенк, у якого Рудницький навчався у Віденському університеті, доклав багато зусиль, щоб полегшити долю заарештованого учня, якого він підтримував упродовж усього життя. А. Пенк згадував у листі від 3 листопада 1933 року: «Я пишаюся тим, що підготував справжніх працьовитих учнів, серед яких хотів би назвати Степана Рудницького, про якого я, на жаль, останнім часом нічого не чую». Пенк писав у Ленінград з проханням створити можливість Рудницькому для наукової праці. Але відповіді він не отримав.
У 1904 році в науково-популярному додатку № 12 львівського часопису «Учитель» виходить стаття Рудницького «Дещо про Антарктиду». Це була одна з перших наукових публікацій в україномовному друці на тему тоді ще маловивченого материка.
Рудницький створив велику школу українських географів, до якої належали В. Баб'як, В. Буцура, В. Геринович, М. Дольницький, М.Іваничук та інші.

### Головні праці
- «Козацко-польска війна р. 1625» // «Записки Наук. Тов. ім. Шевченка», т. 17 (1897)
- «Нове жерело до істориї Хмельниччини» (1898)
- «Українські козаки в 1625-30 рр.»[9] //«Записки Наук. Тов. ім. Шевченка», т. 31-32 (1899)
- «Руські землі польської корони при кінці XV в. Ворожі напади й орґанізация пограничної оборони» // «Записки Наук. Тов. ім. Шевченка», т. 31-32 (1899)
- «Нинішня географія» (1905)
- «Начерк географічної термінології» (1908)
- «Коротка географія України» (1910—1914)
- «Ukraina. Land und Volk / Україна. Краї і нарід» (1916)
- «Україна: земля і народ» (1916)
- «Україна з політично-географічного становища» (1916)
- «Україна з погляду полїтичної ґеоґрафії» // Дїло. — 1916. — 25.05—20.06.
- «Україна — наш рідний край» (1917)
- «Початкова ґеоґрафія для народних шкіл» (1919)
- «Україна і великодержави» (1920)
- «Галичина та Соборна Україна» (1921)
- «Галичина й нові держави Европи» (1921)
- «Економічні основи галицької державности» (1921)
- «Огляд національної території України» (1923)
- «Україна — наш рідний край. Коротка ґеоґрафія» (1923)
- «До основ українського націоналізму» (1923)
- «Українська справа зі становища політичної географії» (1923)
- «Основи землезнання України» (1923)
- «Основи землезнавства України» (1924, 1926)
- «Основи геології й морфології Закарпаття» (1925, 1926)
- «Завдання географічної науки на українських землях» (1927)
- «Українські козаки»[3]

## Вшанування
- 19 квітня 2007 року в Тернополі відкрито меморіальну дошку на будинку № 2 на бульварі Шевченка. Портрет вченого роботи Богдана Ткачика експонується у відділі нової та новітньої історії ТОКМ. Фото вченого розміщено в історичному коридорі української антарктичної станції «Академік Вернадський»[10].

- За результатами засідання Національної ради з географічних назв від 16.10.2003 р. було ухвалено рішення назвати іменем Рудницького острів з архіпелагу Фордж в районі Аргентинських островів (Морська Антарктика, 65° 14.008' S, 64° 16.795' W)[10].

- У 2017 році одному з нових видів тихоходів (Tardigrada) з Морської Антарктики надано наукову назву на честь Степана Рудницького — Diphascon rudnickii sp. nov.[11]
- На честь вченого в Дніпрі і Києві його іменем названо вулиці.

## Рекомендована література
- А. Блануца. Рудницький Степан // Політична енциклопедія. Редкол.: Ю. Левенець (голова), Ю. Шаповал (заст. голови) та ін. — К.:Парламентське видавництво, 2011. — с.644 ISBN 978-966-611-818-2
- Котик Л. З маловідомих економіко-географічних праць Академіка Степана Рудницького — «Нафта Східної Галичини» / Міждисциплінарні інтеграційні процеси у системі географічної, туризмологічної та екологічної науки: матер. конф. — Тернопіль, 2020. — С. 119—133.
- Котик Л. Економіко-географічні ідеї у працях і листуванні академіка Степана Рудницького / Л. Котик // Історія української географії. Всеукраїнський науково-теоретичний часопис. − 2017. − Вип. 36. − С. 45−53.
- Шаблій О. І. Академік Степан Рудницький — фундатор української географії / О. І. Шаблій. — Львів-Мюнхен: Ред.-вид. відділ Львів. держ. ун-ту, 1993. — 223
- Рудницький Степан Львович // Україна в міжнародних відносинах. Енциклопедичний словник-довідник. Випуск 6. Біографічна частина: Н–Я / Відп. ред. М. М. Варварцев. — К.: Ін-т історії України НАН України, 2016. — с.161-163
- Рудницький Степан // Українська мала енциклопедія : 16 кн. : у 8 т. / проф. Є. Онацький. — Накладом Адміністратури УАПЦ в Аргентині. — Буенос-Айрес, 1964. — Т. 7, кн. XIII : Літери Риз — Се. — С. 1635-1636. — 1000 екз.
- Шендеровський В. Творець географічної науки в Україні — Степан Рудницький / Василь Шендеровський. Нехай не гасне світ науки. Книга перша. — 23 липня і 17 вересня 2000 року.
- Рудницький, Степан. Україна наш рідний край / написав Степан Рудницький. — Вид. 2-ге. — Львів: Накладом фонду «Учітеся, брати мої», 1921. — 128 с.с.